# تيدي بارتون
تيدي بارتون (بالإنجليزية: Teddy Barton)‏ (1904 في المملكة المتحدة - 13 نوفمبر 1941 في المملكة المتحدة) هو لاعب كرة قدم بريطاني (وحمل سابقاً جنسية المملكة المتحدة لبريطانيا العظمى وأيرلندا) في مركز نصف الجناح. لعب مع نادي إيفرتون ونادي ترانمير روفرز لكرة القدم.